# 鄉約
鄉約，是中國古代及朝鮮半島朝鲜王朝時代民間行事原則，是為古代民間基層社會的自治組織，是地方鄉廳提倡的道德標準。另解為鄉里中掌理公共事務的人。

## 中國
《周礼》記有读法之典。熙宁九年（1076年）蓝田吕大忠、吕大防、吕大钧、吕大临四兄弟訂有《蓝田吕氏乡约》。朱熹有《增损吕氏乡约》，但未付实践。乡约多以族谱方式呈現，如湖北来凤县《来凤卯峒向氏族谱》、四川省酉阳县后溪乡白氏《南阳族谱》。朱元璋恢復鄉飲酒禮，廣設申明亭、旌善亭，廢耆老改鄉老，頒聖諭六言，獨賴鄉約聖諭，朝夕宣揚，民兵不呼而自集，城守不戒而自嚴。正德十三年十月，王守仁著有《南赣乡约》，凡一十六款，這之前王守仁首先推行十家牌法，颁布《十家牌法告谕父老子弟》。《南赣乡约》十分有效，於是嘉靖年间，朝廷推广王阳明之法，“嘉靖间，部檄天下，举行乡约，大抵增损王文成公之教。”罗一峯也曾立乡约以整顿风俗。吕坤则制定了《乡甲约》。清代乡治是对《吕氏乡约》的發揚，是一種官辦系統，由礼部管辖；不同於王守仁的《南赣乡约》是民間自發系統。有專家以為如無满清入关，“假以时日，整个乡治或者可以立定基础，成为中国民治张本。”清代鄉約則是以「各直省州縣向有保長、鄉約等名目，原為稽查保甲，承辦差徭而設。」為目的，已脫離宋明「德業相勸、過失相規、禮俗相交、患難相恤。」的鄉約精神。

## 香港
「約」是明清時期流傳下來的一種鄉級地方管理制度，英國接管新界後沿用「約」作爲新界地方分區單位，不過此「約」與中國傳統鄉紳社會秩序中的「鄉約」相距甚遠，新界的「約」更多只是殖民政府的地方行政單位，港島的「約」更僅僅是地區俗稱。

### 香港島
四環九約是香港成為英國殖民地初期時，華人對香港島北岸的維多利亞城的行政區劃的俗稱。
四環大致包括西環、上環、中環及下環4個區域。而九約所指之地，其實並非一個固定的概念，而是經過多次修訂，有多個版本。九約更只是虛數，一度有多達十一個約。

### 新界
為方便香港殖民地政府對新界的管治，將新界劃區而治，早期分為八約。包括：九龍約（新九龍、荃灣、沙田、將軍澳等地）、沙頭角約（禾坑、蓮麻坑、鹿頸和谷埔等地）、元朗約（八鄉、錦田、十八鄉、屏山、青山、大欖涌和龍鼓灘等地）、雙魚約（林村、新田、龍躍頭、船灣、翕和、蔡坑、上水、粉嶺、侯約等地）、六約（即打鼓嶺區）、東海約（西貢、高塘和赤徑等地）、東島洞約（吉澳、東平洲、塔門、白潭洲和白蠟洲等地）以及西島洞約（龍鼓洲、赤鱲角、馬灣、青衣、大嶼山、坪洲、長洲等地）。
1906年，原有的新界八約合併為北約（大帽山及九龍群山以北）和南約（新九龍、荃灣及離島），各由一位理民官管理。1947年，北約分拆為大埔區和元朗區；元朗區轄元朗和青山（今屯門），大埔區轄大埔、沙田、上粉沙打（今北區）和西貢。1956年，荃灣區從南約分拆出來。1963年，西貢區歸入南約。1969年，撤銷南約，改設西貢區及離島區。
各區另有更細的區分和俗稱，例如荃灣西約、沙田九約等等，其中荃灣西約之名流傳至今仍在使用。

## 朝鮮
朝鮮鄉約，大約與朱子學同時傳入，洪武三十一年朝鮮太祖於其家鄉－豐沛鄉訂定「鄉憲」四十一條，請孝寧大君增補後頒布，是為韓國最早之鄉約。
朝鲜中宗統治時期，因大司憲趙光祖、大司成金隄提倡，鄉約是鄉村内非正式行事原则和朝鲜王朝地方行政的基礎。
地方上的兩班有很多在書院上向百姓講解鄉約，以助教化。